# Церква святителя Василія Великого (Пилатківці)
Церква святителя Василія Великого в Пилатківцях — парафія і храм Борщівського благочиння Тернопільської єпархії Православної церкви України в селі Пилатківці Чортківського району Тернопільської области.
Оголошена пам'яткою архітектури місцевого значення (охоронний номер 382).

## Історія церкви
На горі в селі Пилатківці розташований величний храм, а також криївка з входом із церковного проборства. Православний храм існував у селі з давніх часів, де віряни завжди знаходили духовну розраду.
Християнство та святиня пережили важкі часи. У 1897 році старий храм згорів. На його місці у 1908 році за пожертви парафіян збудували новий кам'яний храм із дзвіницею на чотири дзвони. Його освятили на честь святителя Василія Великого.

## Парохи
- о. Володимир Купчинський,
- о. Іван Цап'юк,
- о. Павло Павлик,
- о. Іван Потурняк,
- о. Стефан Мазурик.